# John H. Sengstacke
John Herman Henry Sengstacke (25 de novembro de 1912 – 28 de maio de 1997) foi um jornalista afro americano e fez parte da National Newspaper Publishers Association.